# Nobuhiro Suwa
Nobuhiro Suwa (諏訪 敦彦, Suwa Nobuhiro) és un director i guionista japonès nascut el 28 de maig de 1960 a Hiroshima. Se'l considera sovint com « el més francès dels cineastes japonesos».

## Biografia
Mentre anava encara a l'institut, Nobuhiro Suwa filma petits films personals en Súper 8, « diaris filmats », sota la influència de Jonas Mekas i Robert Frank. A continuació, estudia cinema a la universitat Zokei de Tòquio i forma part com assistent o com tècnic del medi dels « jisshu eiga », films auto-produïts.
Als anys 1980, fa els seus primers passos de director, en 8 i 16 mm i contínua treballant com ajudant per a films independents o per a alguns films eròtics (pinku eiga). Als anys 1990, treballa per documentals a la televisió i s'inspira en Jean Rouch i Frederick Wiseman
Suwa és president de la universitat Zokei de Tòquio.
L'any 2018, presideix el jurat de la 42a "Young Cinema Competition" del Festival internacional de cinema de Hong Kong.

### Suwa i el francès
Suwa és japonès i, segons ha confessat, no domina perfectament el francès ; això no l'ha impedit de dirigir llargmetratges a França on es parlava únicament (Una parella perfecta) o en gran part (Yuki i Nina) en francès. En canvi, els crítics reconeixen que ha integrat perfectament els codis i característiques del cinema francès.
Diferents factors ho expliquen: la utilització d'intèrprets, la feina d'actors bilingües, el paper important de llibres o films francesos als films de Suwa, la improvisació per actors francòfons, la codirecció amb Hippolyte Girardot o l'estreta col·laboració amb Caroline Champetier

## Filmografia
- 1982: Santa ga machi ni yatte kuru (16mm)
- 1985: Hanasareru BANDA (8mm)
- 1994: Abe Kôbô ga sagashiateta jidai (TV)
- 1995: Hollywood wo kaketa kaiyû - itan no hito Kamiyama Sôjin (L'actor estrany qui va desafiar Hollywood - Kamiyama Sôjin l' herètic) (documental TV)
- 1997: 2/Duo
- 1999: M/Other
- 2001: H Story
- 2002: After war, segment A letter from Hiroshima
- 2005: Una parella perfecta
- 2006: Paris, je t'aime, fragment 2e arrondissement, place Victoires
- 2009: Yuki i Nina, codirigida amb Hippolyte Girardot
- 2017: Le lion est mort ce soir[6]

### Premis
- 1985: premiat al Pia Film Festival per al seu primer llargmetratge l'any 8 mm, Hanasareru GANG.[7]
- 1999: FIPRESCI per a M/Other, en el 52è festival de Canes
- 2005: Premi especial del jurat, premi C.I.C.A.I i nominació al Lleopard d'or, en el Festival de Locarno per a Una parella perfecta

## Temes
El tema principal dels films de Suwa és la parella formada per un home i una dona, les dificultats que troben i els seus esforços per a sortir-ne. Aquests problemes provenen de les injerencies de la vida professional (M/Other), d'un divorci (M/Other, Una parella perfecta, Yuki i Nina), dels antics amors (M/Other ; H Story ; El lleó ha mort aquest vespre), del deteriorament diari (M/Other, Una parella perfecta, Yuki i Nina). El paper del fill, quan és present, o la seva absència és important a la vida de les parelles de Suwa.

### Estil
Sobre l'estil, els films de Suwa són fàcilment indentificables per la seva lluminositat i la seva sonoritat, generalment dèbils: li agrada la penombra i la il·luminació indirecta. Igualment, pel que fa als sons, sovint les converses són a penes audibles, o ofegades en sorolls exteriors. El silenci és un dels mitjans de comunicació de les parelles d'aquests films, una característica que Suwa ha atribuït a la seva cultura japonesa.
El joc de les perspectives i de les línies de mirada pot igualment ser considerat com una signatura dels films de Suwa, tant és gran la seva capacitat de filmar petits universos closos multiplicant els angles de vista, engrandint els espais per jocs de miralls, de finestres i de portes. Aquest virtuosisme dels angles de vista contrasta amb la immobilitat de la càmera, la fermesa i la longitud dels plans.
D'altra banda, Suwa és un adepte de la improvisació.